# Rossing center
Rossing Center for Education and Dialogue (hebreiska: מרכז רוסינג לחינוך ולדיאלוג, arabiska: مركز روسينج للتربية وللحوار) är en Jerusalem-baserad interreligiös organisation som arbetar för ett inkluderande samhälle för alla religiösa, etniska och nationella grupper. Organisationen, som grundades 2004 av Daniel Rossing, har som målsättning att främja relationer mellan judar, muslimer och kristna genom utbildning, möten, forskning och rådgivning. En stor del av deras arbete riktar sig till det israeliska skolsystemet där de har kontakt med både studenter, lärare och rektorer. Rossing Center har sedan flera år ett samarbete med Act Svenska kyrkan.

## Organisationens arbete
Rossing Center har flera program för att uppnå sina mål om ett mer inkluderande samhälle. 
- Foundations for Partnership är ett program som hjälper skolungdomar att fördjupa kunskapen om sin egen och andras traditioner och kulturer. Lärare utbildas i att främja dialog i klassrummet och ge möjlighet för studenterna att utveckla förståelse för sin egen identitet, historia och roll. Studenter från olika skolor möts under skolåret, lär sig om varandras traditioner, heliga texter, ritualer och liv.[5]
- Educating for Change är ett initiativ som utvecklar lärares kompetens i att hålla diskussioner om Israel–Palestina-konflikten i klassrumsmiljö.
- Open House, Ramle är beläget i staden Ramle.[6] Huset lämnades av den palestinska ägarefamiljen Al Khayri under det arabisk-israeliska kriget 1948. Huset köptes sedan av den judiska familjen Eshkenazi som flyttade in. Efter sexdagarskriget kom de förra ägarna på besök och ur detta möte växte en vänskap och en dialog fram. Familjerna dedikerade huset till ett utbildningscenter för fred 1991. Berättelsen om huset i Ramle blev också grunden för boken The Lemon Tree. [7][8] Rossing Center bedriver aktiviteter i huset sedan 2020.
- Meeting Place verkar för att utbilda och skapa en plats för universitets studenter att lära sig och samtala om varandras traditioner, tro och kultur.
- Jerusalem Center for Jewish-Christian Relations (JCJCR) startades för att minska kunskapsgapet mellan den judiska majoritetsbefolkningen och det lokala kristna minoriteten. JCJCR arbetar för att främja kunskap om kristna i det Heliga Landet.[9][10]
- Healing hatred utvecklades för att läka de spirituella och emotionella trauman som Israel-Palestina-konflikten har orsakat hos både israeler och palestinier.
- ADAShA är ett program som riktar sig till deltagare med ett intresse för interreligiös dialog. Programmet organiserar möten med olika lokala grupper. Målet är att deltagarna ska få en nyanserad bild och personliga erfarenheter i Israel genom möten med lokalbefolkningen. Namnet Adasha betyder på hebreiska och arabiska lins.
- Know your Neighbor innehåller information om olika religiösa grupper i det heliga landet där man kan hitta information om traditioner, seder, symboler, högtider och heliga platser för judendom, kristendom och islam.[2]